# Catherine Duchemin (judokate)
Pour les articles homonymes, voir Catherine Duchemin.
Catherine Duchemin, née Catherine Bellot le 19 mars 1969, est une judokate française. Fille de Cécile et Maurice Bellot, elle grandit à Valognes dans la Manche (France). 

## Carrière
Très jeune, elle fréquente les tatamis en tant que judokate, alors entraînée par Léon Bequert. Elle devient la première championne de France en 1986 et est sélectionnée pour les championnats d'Europe de judo de 1987 où elle termine à la cinquième place. Par la suite, elle découvre une autre discipline tout aussi physique mais plus originale et moins connue, le sambo, et abandonne le judo pour cette discipline. Elle met un terme à sa carrière en 1996 après être devenue championne du monde la même année[réf. nécessaire]. Elle entraîne désormais les espoirs du sambo manchois aux côtés de son mari Gil Duchemin.